# 杜世兴
杜世兴（1909年9月—2008年5月4日），湖北房县人，八路军将领。
1931年，杜世兴加入中国工农红军，随红二军团转战湘鄂西、川鄂黔，之后随部参加长征，担任红二方面军行政管理处处长。1937年，改编为八路军120师司令部第四科科长。中华人民共和国成立后，担任四川省交通厅担任党组书记兼副厅长。
2008年5月4日因病医治无效在成都逝世，享年99岁。